# Giovanni Falleroni
Giovanni Falleroni (Loreto, 27 dicembre 1837 – Recanati, 31 gennaio 1890) è stato un politico e patriota italiano fu un ardente repubblicano.
Volontario nel 1859 e nel 1860 con la brigata Medici, partecipò all'assalto di Milazzo del 20 luglio.
All'inizio del 1882 venne condannato in Roma a sei mesi di carcere per motivi politici, ed esulò allora a Lugano.
Nell'ottobre dello stesso anno fu eletto deputato con la Consociazione democratica nel collegio di Macerata con 2.484 voti .
Si presentò alla seduta parlamentare del 30 novembre 1882 presentando il suo noto: non giuro.
In seguito a questa sfida, per evitare l'arresto dovette immediatamente tornare a Lugano ove visse parecchio tempo.